# Jujubinus augustoi
Jujubinus augustoi is een slakkensoort uit de familie van de Trochidae. De wetenschappelijke naam van de soort is voor het eerst geldig gepubliceerd in 2009 door Rolán & Gori.